# 道南十二館

道南十二館

道南十二館（どうなんじゅうにたて）は、蝦夷地（後の渡島国、現北海道）渡島半島にあった和人領主層の館の総称。松前藩の歴史を記した『新羅之記録』に十二の館が記されていることから、この名がついた。東は函館市に所在する志苔館から西の上ノ国町の花沢館まで、渡島半島南端の海岸線に分布する。安東氏の被官である館主はこれらの館をアイヌ民族や和人商人との交易や領域支配の重要拠点とした。

## 十二館一覧
| 館名称           | コシャマインの 戦い当時の館主           | 現在地                 | 築造                            | 現況/史跡指定                      |
| ---------------- | --------------------------------------- | ---------------------- | ------------------------------- | ---------------------------------- |
| 志苔館           | 小林太郎左衛門良景                      | 函館市志海苔町・赤坂町 | 14世紀後半から末頃              | 1934年8月9日 史跡に指定            |
| 宇須岸館（箱館） | 河野加賀右衛門尉政通（下国守護補佐）    | 函館市元町・弥生町     | 1445年（文安2年）？             | 元町公園・市立函館病院跡           |
| 茂別館           | 下国安東八郎式部大輔家政（下国守護）    | 北斗市矢不来           | 1443年（嘉吉3年）？             | 1982年7月3日 史跡に指定            |
| 中野館           | 佐藤三郎左衛門尉季則                    | 木古内町中野           |                                 | 詳細位置不詳                       |
| 脇本館           | 南條治郎少輔季継                        | 知内町涌元             |                                 | 詳細位置不詳                       |
| 穏内館           | 蒋土甲斐守季直                          | 福島町館崎             |                                 | 1965年、青函トンネル工事に伴い破壊 |
| 覃部館           | 今井刑部少輔季友                        | 松前町東山             |                                 |                                    |
| 大館             | 下国山城守定季（松前守護） 相原周防政胤 | 松前町字神明、字福山   | 1400年（応永7年）？             | 1977年4月5日 史跡に指定            |
| 禰保田館         | 近藤四郎右衛門尉季常                    | 松前町館浜             |                                 |                                    |
| 原口館           | 岡辺六郎左衛門尉季澄                    | 松前町原口             |                                 | 原口A遺跡か？                      |
| 比石館           | 厚谷右近将監重政                        | 上ノ国町石崎           |                                 | 館神社                             |
| 花沢館           | 蠣崎修理大夫季繁（上国守護）            | 上ノ国町上ノ国         | 15世紀頃（1443年（嘉吉3年）？） | 2006年3月31日 史跡に指定           |

上の表中、「史跡」は国指定の史跡（文化財保護法第109条に基づき日本国文部科学大臣が指定）を指す。

## 歴史

### 前史
10世紀半ば、渡島半島の日本海側では、アイヌ文化成立の前段階である擦文時代に擦文文化と本州土師器文化の間に生じたクレオール的文化である青苗文化が成立した。この渡島半島に和人の移住が起こったのは鎌倉時代末期から室町時代中期にかけてのことであった。考古資料から、北海道への和人の進出が本格化したのは室町時代の14世紀後半以降と推定される。また、中世の道南には渡党と呼ばれる住民がいた。

### 館主の割拠と蠣崎氏の台頭
渡島半島に居住した和人は津軽安藤氏（安東氏）の支配下に置かれた。1454年（享徳3年）、安東政季は南部氏に追われ武田信広らとともに勢力圏であった蝦夷地に渡り、配下の武将を12の館に配置、1456年（康正2年）に秋田小鹿島（現秋田県男鹿市）を経て秋田河北地方（後の檜山郡、現秋田県能代市）に南遷する際には、茂別館館主の安東家政（下国守護）、大館館主の下国定季（松前守護）、花沢館館主の蠣崎季繁（上国守護）の3名を「守護」に任じ、他の館主を統率させたと伝えられている。なお中世に相当する時期の北海道についての文献史料は極めて乏しく以後の記述もその多くが『新羅之記録』に基づくものである。本書の主要な編纂目的として蠣崎・松前氏による和人地支配の正統性の主張が考えられるため、本書中の蠣崎氏についての記述に関しては、この点を考慮する必要があるとされている。
翌1457年（長禄元年）東部の首領コシャマインを中心にアイヌが団結し、和人に向け戦端を開いたコシャマインの戦いが発生すると、十二館のうち10までが落城した。翌1458年（長禄2年）に蠣崎季繁の女婿であった武田信広によってコシャマイン父子が討たれて以降も戦いは散発し、十二館は交戦時の拠点となった。
1496年（明応5年）には、粗暴等行状の悪さを理由に松前守護職であった一族の下国恒季が、武田信広の嫡男である蠣崎光広ら配下の蝦夷島館主らにより安東氏に訴えられ、恒季は同年11月、安東氏の手勢により攻められ自害した。これにより松前守護職は安東恒季を補佐した相原季胤が継いだ。
1512年（永正9年）蝦夷地東部の村長であったショヤ（庶野）、コウジ（訇時）兄弟率いるアイヌが蜂起し、数カ所の館を襲撃するという事件が起きる。上国守護職であった蠣崎光広、義広親子が撃退し、一時小康状態となるものの、翌1513年（永正10年）には再度攻撃を始め、松前大館が陥落し、松前守護職の相原季胤らが討ち取られた。空き城となった大館には、翌1514年（永正11年）光広が入城した。安東氏は当初これを認めなかったが、再三に及ぶ要請を受け、上国に加え松前守護職への就任を追認、蠣崎氏に蝦夷地を訪れる和人の商船から運上を徴収することを認め、その過半は檜山に送られることとした。なお、安東恒季の誅殺やこのアイヌ蜂起を光広による松前守護職簒奪の謀略とする説がある。こうして松前大館に拠る蠣崎氏の勢力が他の館主に優越する体制が固まり、蠣崎氏による他の館主の被官化が進んだ。

### 松前藩の成立
1593年（文禄元年）、蠣崎慶広が秀吉から蝦夷島主として承認され安東氏から名実ともに独立した。これに伴い蠣崎慶広は松前氏を名乗る。その後、和人地では豊臣・徳川など中央政権の承認を梃子に支配体制を強化した松前氏により幕藩体制下の近世大名松前氏と松前藩が成立する。その一環として館主を含む家臣の松前城下への集住が進められるなどすると十二館はその使命を終えた。

## 十二館の概要

### 志苔館
函館市にある志苔館は、1983年から1985年にかけて函館市教育委員会によって発掘調査が行われている。志苔館は自然地形を活かし四方に土塁と薬研または箱薬研状の空壕が巡らされたほぼ長方形を呈している。内部は東西約70～80m、南北約50～65m、約4,100m2の広さがあり、郭内には掘立柱建物跡や井戸が確認されている。土塁の高さは、北側約4～4.5m、南側約1～1.5mで土塁の外側にあたる北側と西側には、幅約5～10mの空壕が掘られ、最も深い所で約3.5mの規模である。発掘調査では、15世紀前半ごろを主体とする青磁・白磁・珠洲焼・越前焼・古瀬戸などの陶磁器が出土している。これらの遺物の年代は新羅之記録に記されているコシャマインの戦いと志苔館の陥落の時期に矛盾しない。また1968年、志苔館から南西方向100mの地点から埋納されたと推定される越前焼、珠洲焼の大甕3個の中より計37万枚にのぼる主に中国の古銭が出土している。これは日本国内で1カ所から発掘された古銭としては最大級の量である。

### 花沢館、勝山館
上ノ国町にある花沢館は天の川河口付近の標高58mの尾根に立地しており2004年と2005年に上ノ国町教育委員会によって発掘調査が行われている。調査では溝・柵列跡・空壕・土塁が検出されている。空壕は幅約2～2.2m、深さ約1mであり土塁は底部幅約6.6m、高さ約1.3mである。遺物は青磁碗・白磁皿・珠洲擂鉢・銅銭・鎌が出土している。遺物の年代は15世紀中頃が主体と思われる。発掘調査面積が狭いため断定は難しいが青磁雷文帯碗が出土していることや擂鉢がすべて珠洲焼きに限定されていることなどから花沢館は1470年代より以前に館としての機能を失った可能性が高い。花沢館廃絶後、館の機能は勝山館に移ったと思われる。花沢館は峻険な地形に構築されているため平場が狭く山頂の主郭64m×20mほどの広さしかない。このため他の館主を統率する上国守護職の政治的拠点としては不自然として当時の蠣崎氏の地位や上国守護職の存在自体を疑問視する意見もある。「新羅之記録」によると花沢館主である蠣崎季繁が1462年に死去しており文献史料と考古学の成果が一致していることが推測される。

### 原口館
その一方で志苔館と同じく十二館に含まれる松前町の原口館は1990年と1992年にその比定地が松前町教育委員会によって発掘調査され幅約3m、深さ約2.5m、延長約120mの空壕が発見された。空堀の内部からは竪穴建物跡と多量の青苗文化に属する土器などが発見され、原口館比定地は15世紀頃ではなく10～11世紀頃の東北地方北部から渡島半島南部に分布する古代の防御性集落であることが確認された。このように道南十二館の比定地には不確定な点があることなどを含め、文献史料である新羅之記録と考古学的調査との整合性が新たな課題となっている。

### 註釈
1. ↑  『諏訪大明神絵詞』によると、14世紀の北海道には唐子・日ノ本・渡党という3類の蝦夷集団が存在していた。このうち渡党は道南から津軽に渡航してくる交易民で、同書の描写からすると狩猟文化等においてアイヌに酷似しているが、和人と言葉が通じたという[2]。渡党はアイヌ系和人と和人系アイヌの両属的集団であったとみられ[3]、本州から北海道に逃れた、もしくは北海道に追放された和人の子孫を内包していた可能性もある[4]。海保嶺夫は『新羅之記録』の記述から、渡海してきた（中世日本的な意味での）悪党的な和人が道南で土着化した集団が渡党であったとの見解を示した[5]。考古学者の瀬川拓郎は、渡党は元来、道南の青苗文化人であったが、和人との混住によって最終的に和人化したとみる[5]。